# FC Marbach
Der FC Marbach ist ein Fußballverein aus dem schwäbischen Marbach am Neckar.

## Geschichte
Der FC Marbach entstand am 4. Juni 1952 durch die Loslösung der Fußballabteilung aus dem Turnverein Marbach und Gründung eines neuen Vereins. Bis in die 1970er Jahre spielte der FC Marbach in der B- und A-Klasse. Der Aufschwung des Vereins begann mit dem Aufstieg in die 2. Amateurliga 1976 und in die Verbandsliga Württemberg 1981. 1984 qualifizierte sich der Fußball-Club als Verbandsligameister für die Oberliga Baden-Württemberg, welcher man in der Folgezeit acht Jahre ununterbrochen angehörte. Die erste Oberliga-Saison, in welcher der FC Marbach den 3. Platz und damit die Württembergische Amateurmeisterschaft erzielte, wurde die erfolgreichste in der Vereinsgeschichte. Nach dem Abstieg in die Verbandsliga 1992 und in die Landesliga 1996 verschwand der Verein aus dem überregionalen Fußball. Nach einem 15. Platz in der Landesliga 2014/15 spielt man in der Bezirksliga.

## Erfolge
- Württembergischer Amateurmeister 1985
- Mitglied der Oberliga Baden-Württemberg 1984–1992
- Meister der Verbandsliga Württemberg 1984
- Meister der Landesliga Württemberg 1981
- Bezirkspokalsieger 2013
- Bezirkspokalsieger 2017

## Persönlichkeiten
- Jörg Bergen, später Fußballprofi bei SpVgg Unterhaching
- Joachim Cast, späterer Fußballprofi bei SSV Reutlingen und den Stuttgarter Kickers
- Rolf Geiger, späterer Fußballprofi beim VfB Stuttgart und dem AC Mantova (Italien), sowie zehnfacher Nationalspieler und Teilnehmer an den Olympischen Spielen in Melbourne
- Harry Griesbeck, früherer Profi beim VfL Bochum und späterer Trainer des FC Marbach
- Detlef Olaidotter, früherer Profi beim VfL Osnabrück, SV Waldhof Mannheim und DFB-Pokal-Finalist mit den Stuttgarter Kickers
- Manfred Schnalke, späterer Fußballprofi beim VfB Stuttgart und dem SV Waldhof Mannheim
- Jörg Wolff, späterer Fußballprofi beim VfB Stuttgart, der SpVgg Bayreuth und dem SV Waldhof Mannheim

## Stadion
Der FC Marbach trägt seine Heimspiele entweder im Hainbuch Stadion (vormals Stadion am Leiselstein) oder auf dem Hermann-Mayer-Sportplatz aus. Das Stadion wurde am 22. Juli 1980 mit einem Spiel gegen den vorherigen UEFA-Pokalsieger Borussia Mönchengladbach eröffnet, welches der Bundesligist vor 3.200 Besuchern mit 10:1 gewann. Der Zuschauerrekord stammt aus der ersten Oberligasaison, als 4.500 Zuschauer den 4:1-Erfolg gegen den späteren Oberligameister SV Sandhausen sahen. 2015 sicherte sich FC-Sponsor Hainbuch die Namensrechte des Stadions. Seither trägt es den Namen Hainbuch Stadion.